# Кошачьи
Коша́чьи, или ко́шки, или фели́ды (лат. Felidae), — семейство млекопитающих отряда хищных. Наиболее специализированные из хищников, приспособленные к добыванию животной пищи путём подкрадывания, подкарауливания, реже — преследования.

## Описание
Размеры и масса могут быть очень разными: от 35 см и 1 кг (пятнисто-рыжая кошка) до 3 метров и 300 кг (амурский тигр). Конечности пальцеходящие, передние — пятипалые, задние — четырёхпалые. У всех видов, кроме гепарда и суматранской кошки, когти втяжные. Зубов меньше, чем у остальных хищных (28-30), поэтому морда короткая, а голова выглядит округлой. Зубная система резко выраженного плотоядного типа. Язык покрыт мелкими заострёнными роговыми сосочками, которые помогают кошачьим соскабливать мясо с костей и чистить шерсть. Хвост у большинства видов длинный. Окраска от сероватой до рыжевато-бурой; как правило, с полосами, пятнами, крапинами или розетками. Для многих видов характерна изменчивость окраски: так, часто в природе и в неволе рождаются белые и золотые тигры, чёрные леопарды и ягуары, королевские гепарды и т. д. Волосяной покров низкий, более пушистый у северных и высокогорных видов. Из органов чувств лучше развиты слух и зрение, обоняние слабее. Кошки способны слышать очень высокие звуки — частотой до 80 кГц (человек — только до 20 кГц).
Образ жизни преимущественно сумеречный и ночной. Живут в одиночку или семьями, львы образуют прайды. Мелкие виды размножаются ежегодно или чаще (домашняя кошка), крупные — раз в 2—3 года. Детёнышей у мелких видов до 5—6, у крупных 2—4. Детёныши рождаются слепыми и беспомощными. Воспитывает детёнышей мать, отец заботится о них только в редких случаях. Продолжительность жизни до 30 лет.
В устаревших систематиках кошачьих делили на три подсемейства: малые кошки (Felinae), большие кошки (Pantherinae) и гепардовые (Acinonychinae). Однако молекулярно-генетические исследования показали, что гепард находится в близком родстве с пумами и должен быть определён в подсемейство малых кошек. Одним из отличительных признаков малых и больших кошек является то, что большие кошки в отличие от малых умеют рычать. Урчать (мурлыкать) могут все кошачьи, однако большие только на выдохе, а малые — и при вдохе, и при выдохе.

## Происхождение и распространение
В палеоцене сформировалось семейство примитивных хищников, похожих на куницу — миацид (Miacidae). К середине третичного периода (в олигоцене) они заняли господствующее положение среди других наземных плотоядных животных, и среди них наметились семь основных семейств наземных и три семейства водных хищников, входящих в современный отряд хищные (Carnivora). К олигоцену относится появление проаилуруса (Proailurus), переходной формы между виверровыми и кошками. В миоцене он уступил место псевдоаилурусам (Pseudaelurus), от которых произошли три подсемейства кошачьих:
- большие кошки
- малые кошки
- † саблезубые кошки, или махайроды (Machairodontinae), — до конца плейстоцена.

Из современных животных кошачьим наиболее близки азиатские линзанги, которых традиционно относили к виверровым, но недавно выделили в отдельное семейство.
Дикие кошки распространены на всех материках и крупных островах, кроме Австралии, Антарктики, островов Новой Гвинеи, Сулавеси, Гренландии и Мадагаскара. В большинстве своём обитают в тропическом и субтропическом, реже в умеренном климате. В таёжной зоне в настоящее время встречаются только тигр, пума, рысь и отчасти дальневосточный кот (в Приморье), хотя до их истребления первобытным человеком многие виды крупных кошачьих повсеместно встречались в Евразии и Северной Америке в зоне степей, лесов и даже тундры. Все кошачьи ведут наземный образ жизни, населяя преимущественно леса, отчасти пустыни, саванны и горы вплоть до верхнего их пояса.

## Чувства

### Зрение
У кошек отличное бинокулярное зрение, которое позволяет им оценивать расстояние. Кошки не могут видеть в полной темноте, им нужен хотя бы приглушённый свет, чтобы различать предметы ночью. Глаза кошек имеют специальный отражающий слой за сетчаткой. Этот слой позволяет свету, который не был поглощён при первом прохождении через сетчатку, стимулировать сетчатку во второй раз, обеспечивая хорошее зрение при плохом освещении.

### Обоняние
Обоняние и вкус у кошек тесно связаны, как и у всех млекопитающих. Отличительной чертой кошек является отсутствие реакции на сладкое, и кошки избегают сладкой пищи. Вкусовые рецепторы кошек расположены по переднему и боковым краям их языка. Их сошниково-носовой орган, представляет собой мешковидную структуру, расположенную в нёбе. Считается, что этот орган участвует в восприятии химических сигналов, связанных с сексуальной активностью. Когда кот-самец чувствует запах мочи самки, он может сморщить нос и откинуть верхнюю губу в жесте, известном как флемен.

### Слух
Кошки обладают способностью слышать высокочастотные звуки, которые люди не могут слышать. Эта способность особенно полезна, когда кошки преследуют добычу, например мышей, поскольку кошки могут улавливать высокочастотные звуки, издаваемые этими грызунами. Внешние уши кошек гибкие и могут поворачиваться на 180 градусов, чтобы точно локализовать звуки.

### Осязание
У кошачьих усов есть сенсорная функция, помогающая им избегать препятствия на своём пути при тусклом свете. Если кошка проходит мимо предмета, который касается её усов, она моргает, тем самым защищая свои глаза от возможных травм. Помимо длинных усов в районе щёк, у кошек есть более толстые усы над глазами. Кошки используют свой нос для определения не только запаха пищи, но и температуры. Безволосые подушечки лап кошек являются важным источником осязательной информации, получаемой при исследовании объектов лапами.

## Классификация

### Классификация по генетическим данным
На основании генетических данных выделено 8 генотипических линий.
1. Линия пантеры
- род Пантеры (Panthera)
- род Дымчатые леопарды (Neofelis)

2. Линия калимантанской кошки
- род Мраморные кошки (Pardofelis)
- род Катопумы (Catopuma) — с 2006 года некоторые генетики относят катопум к роду Pardofelis[8][10]

3. Линия каракала
- род Каракалы (Caracal)
- род Сервалы (Leptailurus)
- род Золотые кошки (Profelis)

4. Линия оцелота
- род Тигровые кошки (Leopardus)

5. Линия рыси
- род Рыси (Lynx)

6. Линия пумы
- род Пумы (Puma)
- род Гепарды (Acinonyx)

7. Линия бенгальской кошки
- род Азиатские кошки (Prionailurus)
- род Манулы (Otocolobus)

8. Линия домашней кошки
- род кошки (Felis)

### Классификация современных кошачьих
Ниже приводится полный список родов семейства кошачьих, сгруппированных в соответствии с традиционной фенотипической классификацией с учётом генотипических линий.
| Иллюстрация                              | Русское название | Латинское название и автор таксона                                                          | Ареал | Охранный статус МСОП               |
| ---------------------------------------- | --- | ------------------------------------------------------------------------------------------- | ----- | ---------------------------------- |
| Подсемейство Большие кошки (Pantherinae) | |                                                                                             |       |                                    |
| Род Дымчатые леопарды (Neofelis)         | |                                                                                             |       |                                    |
|                                          | Дымчатый леопард | Neofelis nebulosa (Griffith, 1821)                                                          |       | Уязвимый вид                       |
|                                          | Борнейский дымчатый леопард | Neofelis diardi Cuvier, 1823                                                                |       | Уязвимый вид                       |
| Род Пантеры (Panthera)                   | |                                                                                             |       |                                    |
|                                          | Леопард | Panthera pardus (Linnaeus, 1758)                                                            |       | Уязвимый вид                       |
|                                          | Тигр | Panthera tigris (Linnaeus, 1758)                                                            |       | Вымирающий вид                     |
|                                          | Ирбис | Panthera uncia (Schreber, 1775) (или Uncia uncia) — часто выделяется в отдельный род Uncia. |       | Уязвимый вид                       |
|                                          | Лев | Panthera leo (Linnaeus, 1758)                                                               |       | Уязвимый вид                       |
|                                          | Ягуар | Panthera onca (Linnaeus, 1758)                                                              |       | Вид, близкий к уязвимому положению |
| Подсемейство Малые кошки (Felinae)       | |                                                                                             |       |                                    |
| Род Гепарды (Acinonyx)                   | |                                                                                             |       |                                    |
|                                          | Гепард | Acinonyx jubatus Schreber, 1775                                                             |       | Уязвимый вид                       |
| Род Каракалы (Caracal)                   | |                                                                                             |       |                                    |
|                                          | Каракал | Caracal caracal (Schreber, 1776)                                                            |       | Вид вне опасности                  |
|                                          | Золотая кошка | Caracal aurata Temminck, 1827                                                               |       | Уязвимый вид                       |
| Род Мраморные кошки (Pardofelis)         | |                                                                                             |       |                                    |
|                                          | Мраморная кошка | Pardofelis marmorata (Martin, 1836)                                                         |       | Вид, близкий к уязвимому положению |
| Род Катопумы (Catopuma)                  | |                                                                                             |       |                                    |
|                                          | Кошка Темминка | Catopuma temminckii (Vigors & Horsfield, 1827)                                              |       | Уязвимый вид                       |
|                                          | Калимантанская кошка | Catopuma badia Gray, 1874                                                                   |       | Вымирающий вид                     |
| Род кошки (Felis)                        | |                                                                                             |       |                                    |
|                                          | Китайская кошка (гобийская серая кошка) | Felis bieti Milne-Edwards, 1892                                                             |       | Уязвимый вид                       |
|                                          | Камышовая кошка (Хаус) | Felis chaus Schreber, 1777                                                                  |       | Вид вне опасности                  |
|                                          | Барханная кошка | Felis margarita Loche, 1858                                                                 |       | Вид вне опасности                  |
|                                          | Черноногая кошка | Felis nigripes Burchell, 1824                                                               |       | Уязвимый вид                       |
|                                          | Лесная кошка Подвид: - Домашняя кошка (Felis catus)                                                                                                 | Felis silvestris Schreber, 1777                                                             |       | Вид вне опасности                  |
|                                          | Степная кошка | Felis lybica Forster, 1780                                                                  |       | Вид вне опасности                  |
| Род Тигровые кошки (Leopardus)           | |                                                                                             |       |                                    |
|                                          | Leopardus pajeros | Leopardus pajeros Molina, 1782                                                              |       | Вид, близкий к уязвимому положению |
|                                          | Пампасская кошка | Leopardus colocolo Desmarest, 1816                                                          |       | Вид, близкий к уязвимому положению |
|                                          | Кошка Жоффруа | Leopardus geoffroyi d'Orbigny & Gervais, 1844                                               |       | Вид вне опасности                  |
|                                          | Чилийская кошка | Leopardus guigna Molina, 1782                                                               |       | Уязвимый вид                       |
|                                          | Андская кошка | Leopardus jacobitus Cornalia, 1865                                                          |       | Вымирающий вид                     |
|                                          | Оцелот | Leopardus pardalis Linnaeus, 1758                                                           |       | Вид вне опасности                  |
|                                          | Онцилла | Leopardus tigrinus Schreber, 1775                                                           |       | Уязвимый вид                       |
|                                          | Длиннохвостая кошка (марги, маргай) | Leopardus wiedii Schinz, 1821                                                               |       | Вид, близкий к уязвимому положению |
| Род Сервалы (Leptailurus)                | |                                                                                             |       |                                    |
|                                          | Сервал | Leptailurus serval Schreber, 1776                                                           |       | Вид вне опасности                  |
| Род Рыси (Lynx)                          | |                                                                                             |       |                                    |
|                                          | Канадская рысь | Lynx canadensis Kerr, 1762                                                                  |       | Вид вне опасности                  |
|                                          | Обыкновенная рысь | Lynx lynx Linnaeus, 1758                                                                    |       | Вид вне опасности                  |
|                                          | Пиренейская рысь | Lynx pardinus Temminck, 1827                                                                |       | Вымирающий вид                     |
|                                          | Рыжая рысь | Lynx rufus Schreber, 1777                                                                   |       | Вид вне опасности                  |
| Род Азиатские кошки (Prionailurus)       | |                                                                                             |       |                                    |
|                                          | Бенгальская кошка Подвиды - Ириомотейская кошка (Prionailurus bengalensis iriomotensis) - Амурский лесной кот (Prionailurus bengalensis euptilurus) | Prionailurus bengalensis Kerr, 1762                                                         |       | Вид вне опасности                  |
|                                          | Суматранская кошка | Prionailurus planiceps Vigors et Horsfield, 1827                                            |       | Вымирающий вид                     |
|                                          | Ржавая кошка (Пятнисто-рыжая кошка) | Prionailurus rubiginosus Geoffroy, 1831                                                     |       | Вид, близкий к уязвимому положению |
|                                          | Кошка-рыболов (Крапчатая кошка, рыбья кошка) | Prionailurus viverrinus Bennett, 1833                                                       |       | Уязвимый вид                       |
| Род Манулы (Otocolobus)                  | |                                                                                             |       |                                    |
|                                          | Манул | Otocolobus manul Pallas, 1776                                                               |       | Вид вне опасности                  |
| Род Пума (Puma)                          | |                                                                                             |       |                                    |
|                                          | Пума | Puma concolor Linnaeus, 1771                                                                |       | Вид вне опасности                  |
|                                          | Ягуарунди | Puma yaguaroundi É. Geoffroy, 1803                                                          |       | Вид вне опасности                  |

В России представлено 9 видов кошачьих.

## Размножение
Кошачьи территориальные, метят свою территорию, обрызгивая её мочой. Кошки также царапают и трутся о неподвижные объекты, чтобы пометить свою территорию. В пределах мужской территориальной границы может быть несколько женских территорий. Во время спаривания самец ищет или заманивает ближайших самок, готовых к размножению. Самки могут громко издавать звуки, привлекая таким образом самцов. Частое обнюхивание и трение о деревья также помогают самцу понять, что самка готова к спариванию. У кошек частые половые контакты важны для обеспечения успешной овуляции, которая происходит во время полового акта.
Период беременности у кошек зависит от размера их тела. У домашних кошек период беременности составляет около 60 дней, а средний размер помёта составляет около четырёх котят. В дикой природе период беременности колеблется от чуть менее 60 дней для мелких видов кошек до примерно 115 дней для крупных кошек, таких как львы. Количество котят в помёте варьирует от одного до семи; размер тела кошки, по-видимому, не является фактором, определяющим размер помёта. Возможно связано с наличием пищи и выживаемостью в районе, где обитает конкретная особь. За исключением львов, заботой о детёнышах и их обучением занята самка, родившая их. Вскармливание молоком продолжается до тех пор, пока детёныши постепенно не научатся есть мясо..